# Chenia subobliqua
Chenia subobliqua är en bladmossart som beskrevs av Robert Zander 1989. Chenia subobliqua ingår i släktet Chenia och familjen Pottiaceae. Inga underarter finns listade i Catalogue of Life.